# Кизери
Кизери (фр. Cuisery) насеље је и општина у источном делу централне Француске у региону Бургоња, у департману Саона и Лоара која припада префектури Луан.
По подацима из 2011. године у општини је живело 1652 становника, а густина насељености је износила 146,32 становника/km². Општина се простире на површини од 11,29 km². Налази се на средњој надморској висини од 211 метар (максималној 213 m, а минималној 172 m).

## Демографија
| 1962. | 1968. | 1975. | 1982. | 1990. | 1999. | 2011. |
| ----- | ----- | ----- | ----- | ----- | ----- | ----- |
| 1.329 | 1.378 | 1.501 | 1.617 | 1.505 | 1.612 | 1.652 |

График промене броја становника у току последњих година

## Партнерски градови
- Вахенхајм ан дер Винштрасе